# Rocky und seine Freunde
Rocky und seine Freunde (jap. 山ねずみロッキーチャック, Yama Nezumi Rokkī Chakku, englische Titel: Fables of the Green Forest oder Johnny Chuck) ist eine Animeserie aus dem Jahr 1973. Die Geschichte basiert auf den Büchern von Thornton W. Burgess.

## Handlung
Das Murmeltier Rocky lebt zusammen mit anderen Tieren im Wald und erlebt mit ihnen unterschiedliche Abenteuer. Unter Rockys Freunden sind der Hase Peter, der Eichelhäher Sammy und das Murmeltierweibchen Polly. Dabei haben die Tiere einzigartige Charaktereigenschaften, die sie kennzeichnen. Damit soll die Serie kindgerecht zeigen, wie ein Zusammenleben untereinander funktionieren kann.

## Produktion und Veröffentlichung
Die Serie wurde 1973 in Japan produziert. Dabei entstanden 52 Folgen. Für die Produktion war das Studio Zuiyo Enterprise, Vorgänger von Nippon Animation, verantwortlich. Regie führten Tadamichi Koga und Seiji Endō, Hauptdrehbuchautor war Yūji Tanno. Das Charakterdesign stammt von Yasuji Mori und die künstlerische Leitung lag bei Kazue Itō. 
Die Musik der Serie wurde komponiert von Morihisa Yamamoto und Seiichirō Uno. Das Vorspannlied trägt den Titel Midori no Hidamari und der Abspanntitel ist Rocky and Polly, beide von Micchī to Chatarazu.
Erstmals ausgestrahlt wurde die Serie am 7. Januar 1973 auf dem japanischen Fernsehsender Fuji Television. Die deutsche Erstausstrahlung erfolgte 1997 im Bayerischen Rundfunk und wurde bei Pumuckl TV gezeigt. Weitere Ausstrahlungen gab es bei Das Erste, KIKA, HR-Fernsehen, ORB-Fernsehen und EinsMuXx. Der Anime wurde auch auf Englisch, Französisch, Spanisch, Italienisch, Niederländisch und Portugiesisch im Fernsehen ausgestrahlt.

## Synchronisation
| Rolle | japanischer Sprecher (Seiyū) |
| ----- | ---------------------------- |
| Rocky | Yūji Yamaga                  |
| Peter | Ichirō Nagai                 |
| Sammy | Shun Yashiro                 |
| Polly | Eiko Masuyama                |

## Episodenliste
| Nr. | Titel                  | Nr. | Titel                     |
| --- | ---------------------- | --- | ------------------------- |
| 1   | Der Frühling kommt     | 27  | Der schwarze Vogel        |
| 2   | Der Wald ruft          | 28  | Familie Condor            |
| 3   | Rocky und Polly        | 29  | Schrecken in der Nacht    |
| 4   | Geheimnisvolle Spuren  | 30  | Kojote und Stachelschwein |
| 5   | Der Fischdieb          | 31  | Ein Frosch zum Fressen    |
| 6   | Das Waldmonster        | 32  | Der Wasserdieb            |
| 7   | Scharfzahns Rache      | 33  | Bobby auf Wohnungssuche   |
| 8   | Der Staudamm           | 34  | Die Weltreise             |
| 9   | Die frechen Vier       | 35  | Überlistet                |
| 10  | Vogelkinder            | 36  | Danny, die Feldmaus       |
| 11  | Sammys Rache           | 37  | Das einsame Baby          |
| 12  | Wo ist Polly?          | 38  | Fuchs und Hase            |
| 13  | Die Fuchsjagd          | 39  | Schlaumeier               |
| 14  | Peter in Lebensgefahr  | 40  | Rocky zieht in die Welt   |
| 15  | Die alte Kröte         | 41  | Eierdiebe                 |
| 16  | Hilfe in der Not       | 42  | Die Falle                 |
| 17  | Das Wasserschloss      | 43  | Wollschwänzchen           |
| 18  | Die Entenjagd          | 44  | Ein guter Mensch          |
| 19  | Ente gut, alles gut    | 45  | Die Hinterlist            |
| 20  | Alarm im Hühnerstall   | 46  | Rache ist süß             |
| 21  | Ein komischer Vogel    | 47  | Die Bärenhöhle            |
| 22  | Verwirrspiele          | 48  | Winterschlaf              |
| 23  | Der Bär ist los        | 49  | Gefahr im Schnee          |
| 24  | Die Fallensteller      | 50  | Gefangen                  |
| 25  | Ein Streich mit Folgen | 51  | Spuren im Schnee          |
| 26  | Hasenjagd              | 52  | Der Winter kommt          |